# Main Street Vehicles

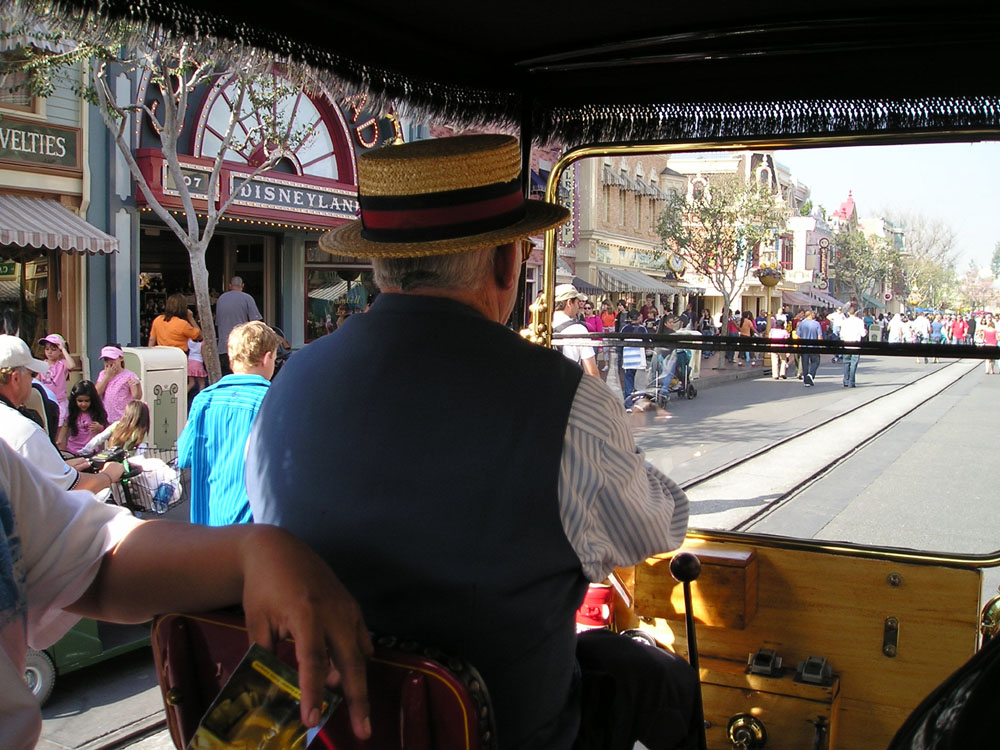
À bord d'un véhicule sur Main Street, USA de Disneyland.

Main Street Vehicles est un ensemble de véhicules motorisés ou tractés par des chevaux du début du XXe siècle qu'il est possible d'emprunter dans les Main Street, USA des parcs Disney.

## Les véhicules
La plupart des véhicules ont un débit théorique entre 350 et 500 personnes par heure. Il existe plusieurs types de véhicules, et la plupart sont des œuvres de l'ingénieur Bob Gurr.
Des omnibus sont aussi en service à Epcot autour du World Showcase Lagoon.

### Disneyland
- Ouverture : 17 juillet 1955 (avec le parc)
- Circuit : Main Street USA
- Véhicules :
  - Horse-Drawn Streetcars, véhicules utilisant les rails au sol et tirés par d'imposant chevaux[3]
  - Fire-Wagon un chariot-pompe anti-incendie utilisé de l'ouverture du parc à 1960, installé depuis dans la caserne de pompier de Main Street[4].
  - Horseless Carriage véhicules à moteurs conçus par les imagineers[3] comprenant :
    - Fire Truck, un camion de pompier construit spécialement pour Walt Disney afin d'accueillir les invités de marque, il a commencé son service le 16 août 1958[4]
    - Omnibus ce véhicule à double étage a débuté en 1956[2]

 Cette attraction a ouvert avec le parc Disneyland, c'est une attraction du Disneyland d'origine

### Magic Kingdom
Les véhicules motorisés du Magic Kingdom sont basés sur des modèles de 1903-1907 de Franklin Automobile.
- Ouverture : 1er octobre 1971 (avec le parc)
- Circuit : Main Street USA
- Tickets requis : A
- Véhicules :
  - Fire Engine (un camion de pompier)
    - Durée : 2:28 min

  - Horse Cars
    - Durée : 3:15 min

  - Horseless Carriage[3]
  - Omnibus véhicule à double étage propulsé par un moteur Hercules 4 cylindres[2]
    - Durée : 2:28 min

  - Jitney[6] (un taxi motorisé des 1910-1920)
    - Durée : 2:28 min

### Tokyo Disneyland
- Ouverture : 15 avril 1983 (avec le parc)
- Circuit : Central Plaza uniquement
- Véhicule :
  - Omnibus[2]
    - capacité : 33 personnes
    - Durée : 6 min

### Disneyland Paris
- Ouverture : 12 avril 1992 (avec le parc)
- Constructeur : Severn Lamb
- Circuit : Main Street USA
  - aller ou retour uniquement
- Véhicules :
  - Limousine (une voiture fermée des années 1920)
  - Horse-Drawn Streetcars[3] (trams tirés par des chevaux)
    - Nombre : 3
    - Noms : San Francisco, St Louis et Saratoga

  - Paddy Wagon (une voiture de police des années 1920)
  - Fire Engine (un camion de pompier)
  - Omnibus[2]
  - Refreshing Delivery : un véhicule de livraison des années 1920 de la marque Coca-Cola, ajouté en novembre 2006
  - Mercer (une voiture jaune)
- Coordonnées : 48° 52′ 19″ N, 2° 46′ 40″ E

### Hong Kong Disneyland
- Ouverture : 12 septembre 2005 (avec le parc)
- Circuit : Main Street USA
- Véhicules :
  - Fire Engine
  - Horse-Drawn Streetcars
  - Horseless Carriage
  - Omnibus